# J.H. Rawert
Jørgen Henrich Rawert (født 16. august 1751 i Kristiania, død 15. juli 1823 i København) var en dansk-norsk officer, stadskonduktør og arkitekt. Han var far til tegneren Ole Jørgen Rawert.

## Ungdom og tidlig karriere
Han blev født i Christiania og var søn af kaptajn og kompagnichef ved 1. akershusiske infanteriregiment Ole Jørgen Rawert (født 1721 eller 1722 – død 1795) og Anne Mogensdatter født Lund.
Efter konfirmationen blev han i 1766 underofficer ved nævnte regiment, og han indtrådte i 1773 som kadet på den militære matematiske skole i Christiania. I 1775 udnævntes han til dessinatør ved ingeniørkorpset med garnison i København, opnåede året efter karakter som sekondløjtnant af infanteriet med anciennitet af 1. december 1775 og blev i 1778 sekondløjtnant i ingeniørkorpset.
1783 tildeltes der ham titel som professor, og fra 1786-90 virkede han som lærer i matematik ved den militære matematiske skole i Christiania. I 1787 opnåede han udnævnelse som virkelig premierløjtnant i ingeniørkorpset.
1790 ansattes han som stadskonduktør i København, hvilken stilling han beholdt til sin død.

## Militær karriere
Fra 1790-1800 holdt han forelæsninger over militær landmåling for Københavns garnisons officerer, og i 1791 underviste han prinserne Frederik af Hessen-Kassel og Christian af Hessen-Kassel i matematik og flere militære videnskaber. 1800 blev han professor i matematik ved Akademiet for de skjønne Kunster, og han var 1802-7 medlem af administrationen for bygningsvæsenet under Rentekammeret med sæde og stemme i dette ved bygningssagers behandling.
Han udnævntes 1807 til justitsråd og var 1808-15 lærer i civil bygningskunst ved ingeniørkorpsets læreinstitut. Samme år, som han begyndte denne virksomhed, fik han karakter som generalkrigskommissær med tilladelse til at bære armeens felttegn. Fra 1811-12 var han intendant ved brolægningsvæsenet i København, og han døde sammesteds 14. juli 1823.
Rawert udfoldede en ikke ringe litterær virksomhed i teknisk og militær retning. Han udgav således bl.a. Dansk Krigsbibliothek, senere Dansk Krigsmagasin, 1794-1800.
Han ægtede 23. august 1784 Anna Marie Krieger (født 11. august 1758 død 3. april 1826), datter af viceadmiral Johan Cornelius Krieger.

## Virksomhed som stadskonduktør og forfatter
Som stadskonduktør skulle Jørgen Henrik Rawert "forfatte alle de Situationskort og Tegninger, som af Magistraten til Stadens Tjeneste maatte fordres," samt "Maalebreve over hver Mands Grund eller Dele af samme, som afhændes til anden Mand".
Navnlig efter Københavns brand 1795 påhvilede der ham et umådeligt arbejde; han var meget ivrig for at få gaderne regulerede og bedre bebyggelsesforhold tilvejebragte og måtte i den anledning udføre en stor mængde opmålinger. Han gav en udmærket fremstilling af forholdene i en Udførlig Beretning om den Plan, der blev lagt og udført i Anledning af den store Ildebrand i Kjøbenhavn i795 (1800).
Atter efter Københavns bombardement 1807 fik han i sin embedsvirksomhed en periode, der stillede store krav til hans arbejdsdygtighed. Han var i det hele en meget flittig og dygtig mand, der interesserede sig levende for byens heldige udvikling.
Kort efter sin ankomst til København fra Norge udgav han 1793 sine ved den norske militære skole holdt Forelæsninger over den geometriske, trigonometriske og militære Landmaaling tillige med Nivelleringen.

## Virksomhed som arkitekt
Rawert virkede tillige som arkitekt, så vel teoretisk som praktisk, og satte sit præg på Guldalderens København efter branden og bombardementet. Som løjtnant besøgte han nogen tid Kunstakademiets Bygningsskole, hvor han 1778 vandt begge sølvmedaljer. Han arbejdede ofte sammen med Andreas Hallander.
1799 forelagde han Akademiet et udkast til et stort værk over bygningskunsten; kun 1. del udkom (1802): Fuldstændige og fattelige Forelæsninger over Bygningskunsten osv., i stor kvart med mange kobbertavler, som han selv stak. Senere udgav han De fem Søjleordener, efter Vignola, 1. del (1814), ligeledes med kobbertavler (2. udg. 1858). Han har bygget 2 ejendomme på Sankt Annæ Plads, nuværende nr. 5 og vistnok nr. 9, i tillæg til Christianskirken i Skien, Norge.
Han var medlem, senere æresmedlem, af Akademiet, hvor han holdt forelæsninger over matematik.
Rawert er begravet på Assistens Kirkegård.